# 刘小放
刘小放（1944年10月1日—），男，河北黄骅人，中国诗人，河北省作家协会原副主席、秘书长，中国作家协会名誉委员。